# Hermann Günther (Pädagoge)

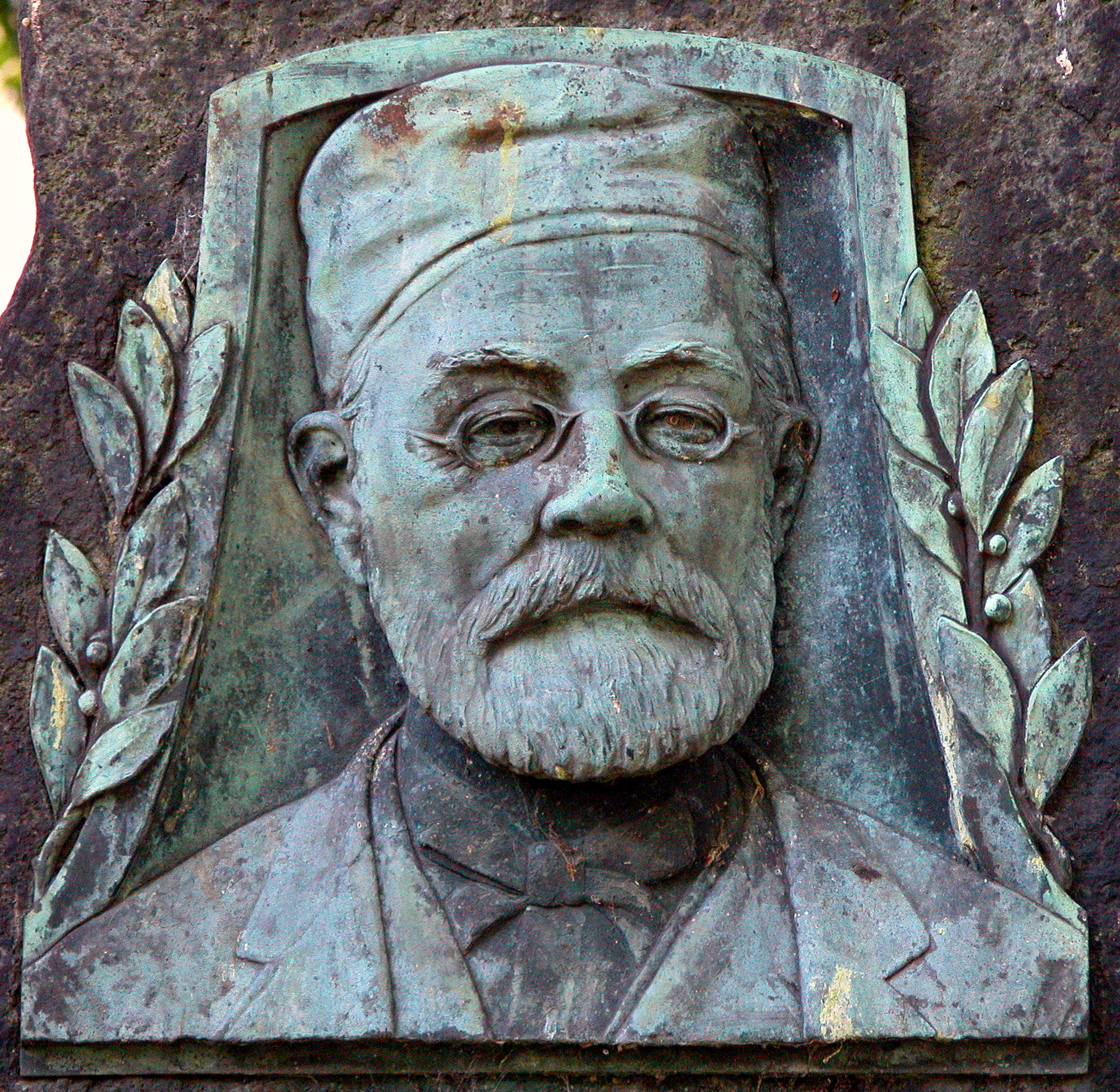
Relief von Hermann Günther auf seinem Grabstein

Hermann Günther (* 10. November 1811 in Gandersheim; † 4. Mai 1886 in Braunschweig) war ein deutscher Pädagoge, Lehrer und Schulleiter. Aus der von ihm 1861 gegründeten Privatschule ging das heutige Braunschweiger Gymnasium Raabeschule hervor.

## Leben
Der Sohn eines Pastors besuchte von 1825 bis 1830 die Große Schule in Wolfenbüttel. Er war 1828 Mitbegründer der Turngemeinde, des ältesten selbstverwalteten Schülerturnvereins Deutschlands.

### Studium und politische Flucht
Mit Beginn des Theologiestudiums in Göttingen 1830 trat er der Alten Göttinger Burschenschaft bei. Gemeinsam mit seinen Mitschülern Julius Gelpke, Christian Bolm und August Grumbrecht nahm am Göttinger Aufstand im Januar 1831 teil und setzte sein Studium im selben Jahr an der Universität Jena fort, wo er 1831 Mitglied der Jenaischen Burschenschaft/Burschenschaft Arminia wurde. Aus politischen Gründen wurde Günther 1832 aus Jena verwiesen. Er ging nach Heidelberg, wo er 1833 der Alten Heidelberger Burschenschaft beitrat. Nach dem gescheiterten Frankfurter Wachensturm vom 8. April 1833, an dem Günther jedoch nicht beteiligt war, floh er gemeinsam mit Julius Gelpke in die Schweiz. Im Kanton Aargau war er als Lehrer tätig und setzte seine Ausbildung zum Sekundarlehrer fort. Er arbeitete 1836 als Lehrer in Regensdorf im Kanton Zürich und von 1836 bis 1848 in Liestal im Kanton Basel-Landschaft. Im Zuge der Demagogenverfolgung wurde er im Schwarzen Buch der Frankfurter Bundeszentralbehörde (Eintrag Nr. 584) festgehalten.

### Rückkehr nach Deutschland
Die Amnestie von 1848 ermöglichte Günther die Rückkehr nach Deutschland. In Braunschweig legte er im Jahre 1851 die Staatsprüfung als Gymnasiallehrer ab, erhielt aufgrund seiner politischen Vergangenheit jedoch keine Anstellung. Seinen Lebensunterhalt bestritt er mit Privatunterricht. Daneben studierte er Mathematik und Naturwissenschaften und wurde 1861 in Jena zum Dr. phil. promoviert.

### Gründer und Direktor einer Privat-Lehranstalt

#### Scharrnstraße (1861–1878)
Im selben Jahr erhielt er eine Genehmigung zur Eröffnung einer Privatschule für Jungen, welche im Haus mit der Assekuranz-Nr. 753, in dem er zu diesem Zeitpunkt wohnte und das von 1846 bis 1850 die Herzogliche Zoll- und Steuer-Direction beherbergt hatte, in der Scharrnstraße 23 in Braunschweig eingerichtet wurde. Das in sechs Klassenstufen organisierte Privat-Lehr-Institut sollte die etwa 30 Schüler auf technische und ökonomische Berufe sowie auf ein Studium am Braunschweiger Collegium Carolinum vorbereiten.
Mit im Haus wohnten der Privatdozent Cuntz, das Fräulein Viedt und die Geschwister Seubert. Ab 1863 war Cuntz ausgezogen und es wohnten auch der pensionierte Kammermusiker Ferling, die Schulhalterinnen und Schwestern Ferling, der Kaufmann Kruse und der Pharmazeut Kruse im Institutsgebäude. Ab dem Jahre 1865 war die Witwe des Kaufmanns Giesecke eingezogen, jedoch die Geschwister Seubert und Fräulein Viedt als auch Günther ausgezogen. Ab 1866 wohnte niemand mehr im Haus, da es nur noch als Schule genutzt wurde. Nachdem im Jahre 1865 bereits das Nachbarhaus mit der Assekuranz-Nr. 754 an die Schule ging, kam im Jahre 1866 auch das Haus mit der Assekuranz-Nr. 755 dazu, welches bis dahin die Kreiskasse beherbergte. Im Jahre 1870 wurden die Hausnummern Scharrnstraße 23–25 der drei Gebäude zu Hausnummer 23 zusammengefasst. Von 1870 bis 1878 wurde die Schule im Braunschweigischen Adreß-Buch als Gymnasium bezeichnet. Im Jahre 1876 änderte sich erneut die Hausnummer: die neue Adresse lautete nun Scharrnstraße 24.
Nach der räumlichen Fusion von Martino-Katharineum und Realgymnasium in einen am 12. Oktober 1869 eröffneten Neubau zwischen der Scharrnstraße und der Breiten Straße, kam es dort aufgrund steigender Schülerzahlen trotzdem bald wieder zu Platzmangel, sodass der Bau eines weiteren Gymnasiums beschlossen wurde, welches jedoch erst am 26. Oktober 1885 als Herzogliches Neues Gymnasium eröffnet werden konnte. Aufgrund des Platzmangels erwarb der Fiscus im Jahre 1879 die Güntherschen Schulgebäude, welche zuerst vom Martino-Catharineum und ab dem Jahre 1880 auch vom Realgymnasium genutzt wurden.

#### Am Neuen Petritore (1879–1888)
Nachdem Günther von 1861 bis 1864 mit seiner Familie in der Schule in der Scharrnstraße 23 gewohnt hatte, lebte er im Jahre 1865 zusammen mit der Familie des Ökonomiedirektors Dommerich im Haus mit der Assekuranz-Nr. 1109 II. Am Neuen Petritore 8. Im Jahre 1866 wohnte Familie Günther dort alleine und ab dem Jahre 1867 zusammen mit der Witwe des Hofrats Marx und dem Pedell Wilhelm Hartwig, welchem im Jahre 1872 Pedell Heinrich Brünig folgte, als Untermietern. Ab dem Jahre 1876 wohnte anstatt der (vermutlich verstorbenen) Witwe Marx die Witwe des Kaufmanns Baumann mit im Haus, im Jahre 1877 zog Pedell Brünig wieder aus.
Nachdem Günther im Jahre 1879 Besitzer des Hauses Am Neuen Petritore 8 geworden war, verlegte seine Privat-Lehranstalt von der Scharrnstraße 24 dorthin. Ostern 1880 kam zu den nunmehr sieben Klassen eine Vorbereitungsklasse hinzu, welche ab 1881 wieder wegfiel. Der Anstalt stand das Recht zu, Zeugnisse, die für den Einjährig-Freiwilligendienst berechtigen, auszustellen. Von 1879 bis 1882 wohnte der Pedell Heinrich Bülte mit im Haus, welchem von 1883 bis 1884 Pedell Wilhelm Meyer folgte. Im Jahre 1885 zog die Witwe Eggeling, im Jahre 1887 der Lehrer Hans Günther ein, welcher im Jahre 1884 noch in der Wilhelmithorpromenade 20 und im Jahre 1886 in der Okerstraße 6 wohnte.

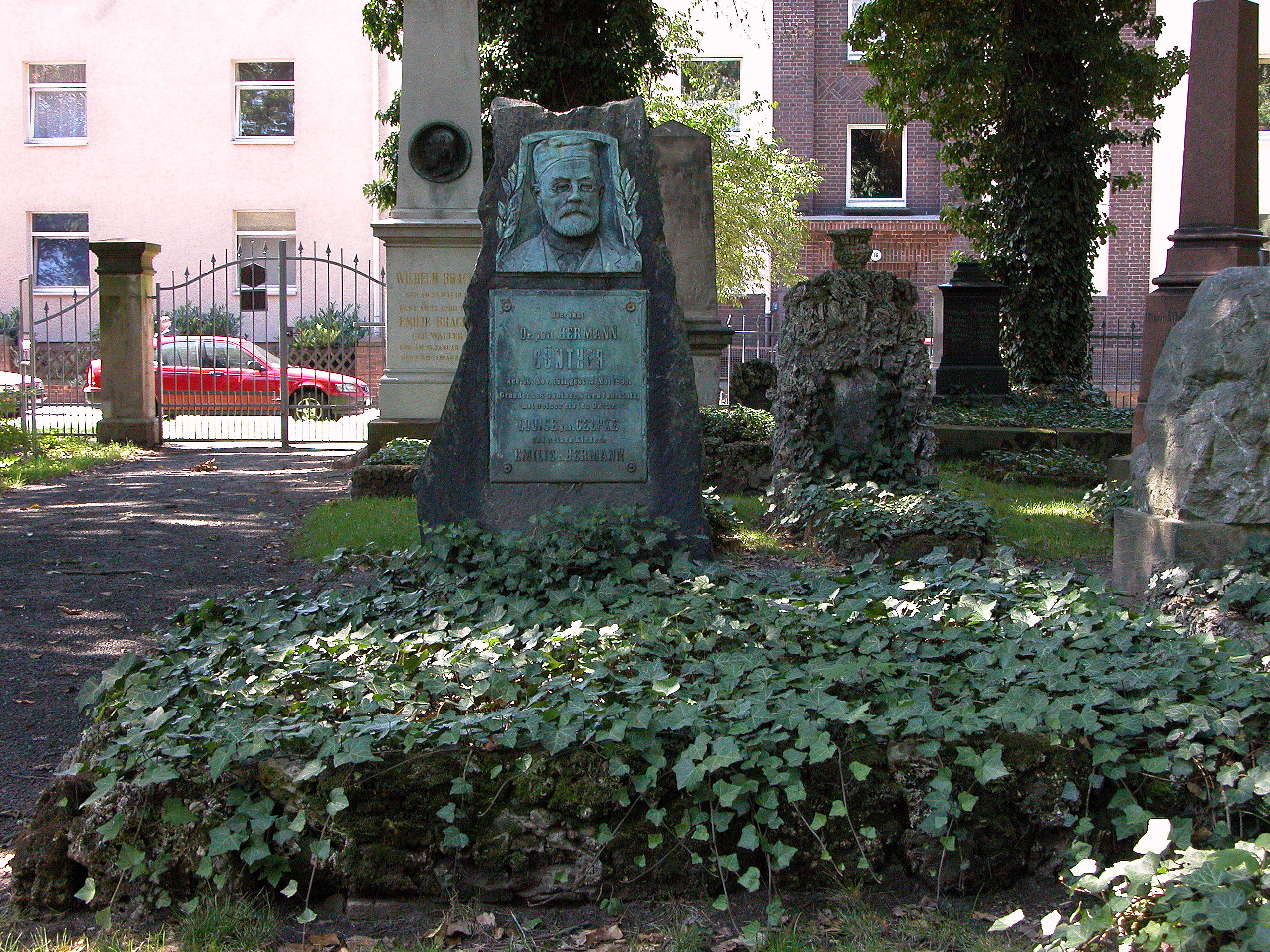
Grab Hermann Günthers und dessen Ehefrau Louise, geb. Gelpke sowie der Kinder Emilie und Hermann auf dem Petrifriedhof.

### Lebensende
Günther starb 1886 in Braunschweig und wurde auf dem Petrifriedhof bestattet. Sein Grabstein mit einem 1911 zu seinem 100. Geburtstag geschaffenen Reliefbildnis ist erhalten.

## Privates
Günthers Familie und die seines Freundes Julius Gelpke scheinen auf vielfältige Weise miteinander verbandelt gewesen zu sein. Hermann Günthers Ehefrau Louise war eine geborene Gelpke, in den Adressbüchern der Zeit sind zahlreiche Mitglieder beider Familien zu finden. Ab dem Jahre 1852 gibt es im Haus mit der Assekuranz-Nr. 647 (ab 1858 Hausnummer 22) in der Güldenstraße eine Material- und Colonialwaarenhandlung namens Günther & Gelpke.
Im Jahre 1850 wohnte Günther in Braunschweig im Haus mit der Assekuranz-Nr. 1620 in der Fallersleber Straße. 1851 und 1852 wohnte er für zwei Jahre in der Güldenstraße in den Häusern mit den Assekuranz-Nr. 724 und 540. Ab 1853 wohnte er im Haus mit der Assekuranz-Nr. 1069 in der Beckenwerkerstraße, 1857 im Haus mit der Assekuranz-Nr. 42 in der Straße Hintern Brüdern und von 1858 bis 1860 wohnte er im Haus mit der Assekuranz-Nr. 748 in der Scharrnstraße 8.

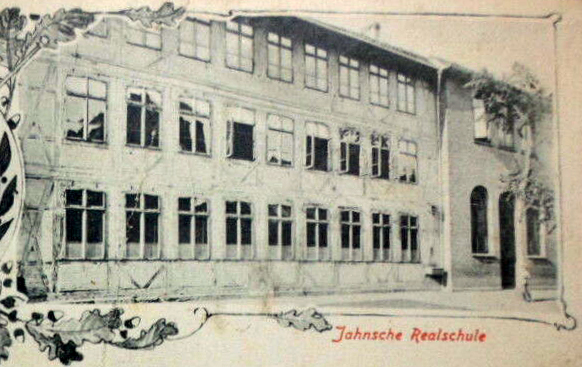
Jahnsche Realschule in der Kasernenstraße (Postkarte um 1915)

## Nachleben
Die Günthersche Privat-Lehranstalt wurde 1888 in Jahnsche Realschule umbenannt und zog 1915 in einen Neubau in der Kasernenstraße um. Die nunmehr staatliche Einrichtung trägt seit 1926 den Namen Raabeschule und ist seit 1938 ein Gymnasium. Nach der Zerstörung des Schulgebäudes in der Kasernenstraße im Zweiten Weltkrieg, erfolgten Standortwechsel im Jahre 1949 an das Franzsche Feld und im Jahre 1973 in das Schulzentrum Heidberg.